# Escut d'Argentona
L'escut d'Argentona representa una palma com a símbol del màrtir sant Julià d'Antinoe, patró d'Argentona i a qui està dedicada l'església parroquial, i els Quatre Pals representant la jurisdicció del comte rei.

## Escut heràldic

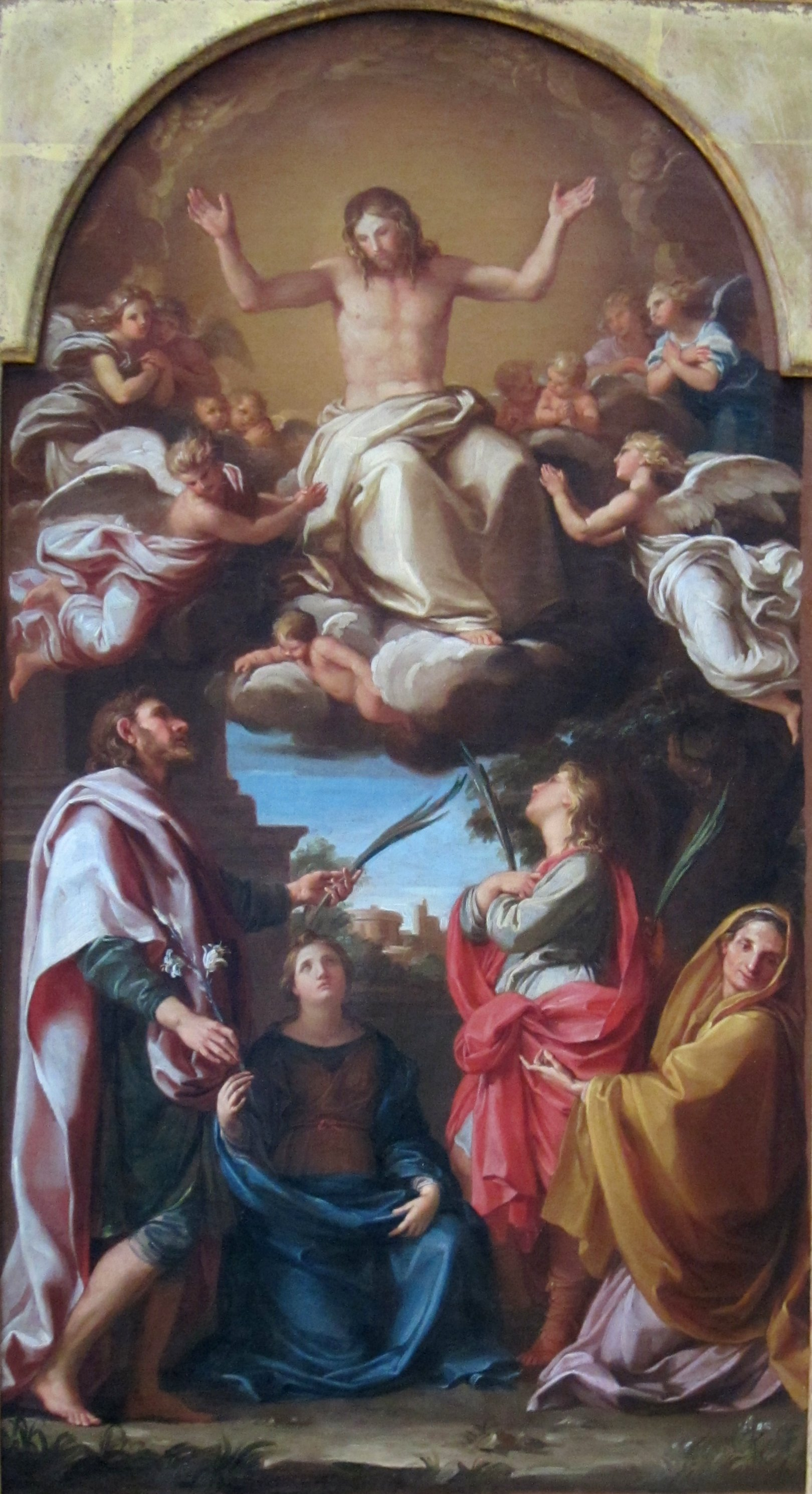
Sant Julià amb una palma a la mà, obra de Pompeo Battoni, 1736-1738

L'escut oficial d'Argentona té el següent blasonament:
«Escut caironat truncat: 1r. d'argent, una palma de sinople posada en pal; i al 2n. d'or, 4 pals de gules. Per timbre una corona mural de vila.»
Està oficialitzat per la Generalitat de Catalunya, aprovat el 25 de setembre del 1992 i publicat al DOGC número 1654 de 7 d'octubre del mateix any.
Tradicionalment l'escut incorporava un bàcul, ja que sant Julià va ser abat del monestir que va fundar. Aquest bàcul es va perdre amb l'aprovació de l'escut oficial el 1992, ja que es relacionava amb un bàcul de bisbe. Tot i així, algunes entitats locals el conserven.

## Bandera d'Argentona
La bandera d'Argentona reprodueix els símbols heràldics. Té la següent descripció oficial:
«Bandera apaïsada de proporcions dos d'alt per tres de llarg, dividida en nou faixes iguals, cinc de grogues i quatre de vermelles alternades. A l'asta un pal d'amplada d'1/4 de la bandera de color blanc i carregat amb la palma de l'escut posada en pal, d'altura de 7/9 parts de la bandera, de color verd.»
Va ser aprovada el 31 de març de 1994 i publicada en el DOGC número 1886 de 20 d'abril del mateix any.